# Master i Margarita (film fra 1994)
Master i Margarita (russisk: Мастер и Маргарита) er en russisk spillefilm fra 1994 af Jurij Kara.
Filmen er baseret på Mikhail Bulgakovs roman Mesteren og Margarita.

## Medvirkende
- Anastasija Vertinskaja som Margarita
- Viktor Rakov
- Valentin Gaft som Woland
- Sergej Garmasj som Ivan Bezdomnyj
- Mikhail Uljanov som Pontius Pilatus
- Vladimir Steklov som Azazello